# Santo Domingo de Pirón

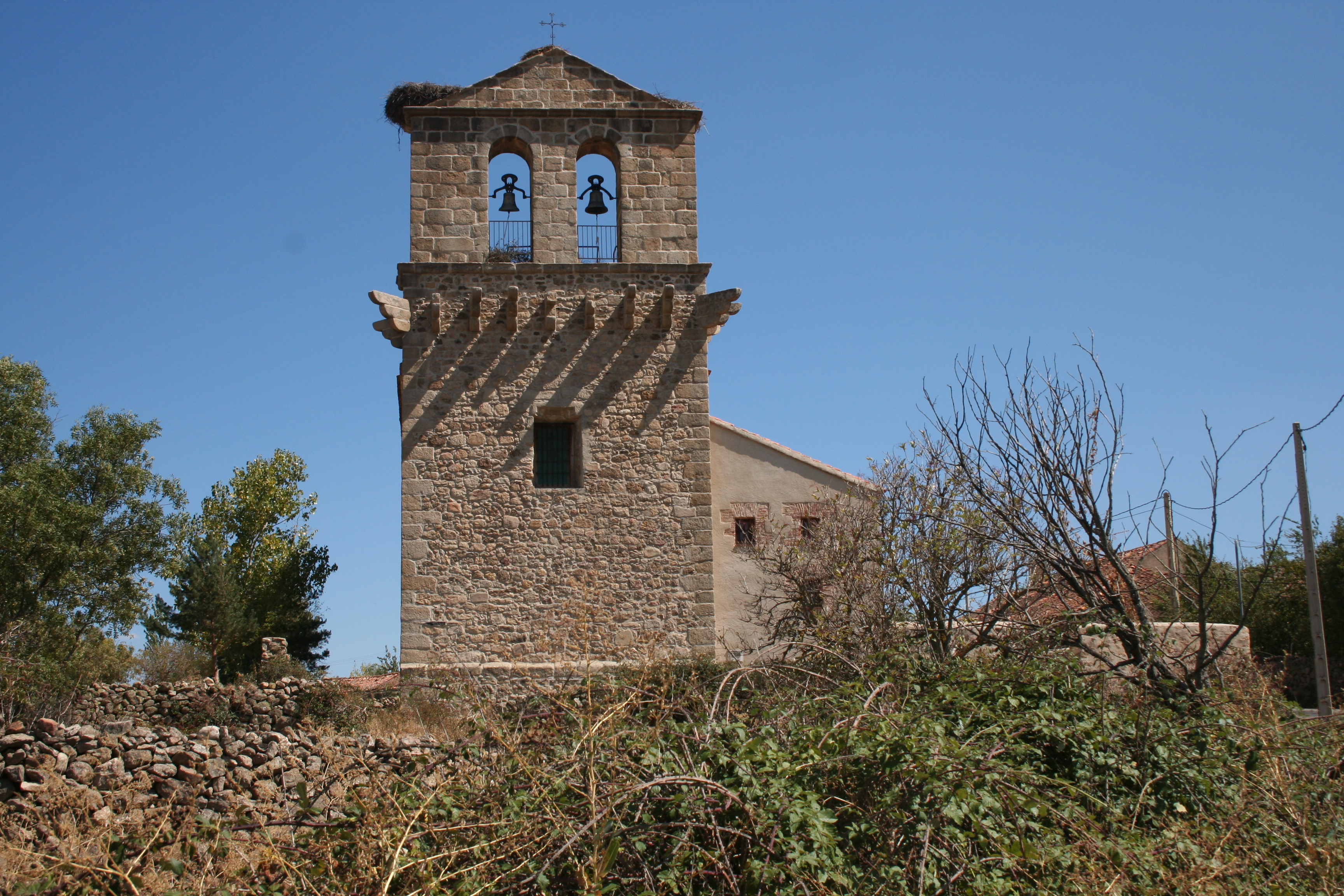

Santo Domingo de Pirón ist eine spanische Gemeinde in der Provinz Segovia der autonomen Gemeinschaft Kastilien und León. 
Sie liegt neben dem Fluss Pirón und hat eine Fläche von 28 km². 2024 hatte die Gemeinde 51 Einwohner.

## Sehenswürdigkeit
Die Kirche von Santo Domingo ist ein denkmalgeschütztes katholisches Kirchengebäude im Zentrum der Gemeinde. Es ist eine romanische Kirche aus dem 12. Jahrhundert mit einem einzigen Kirchenschiff und einer halbkreisförmigen Apsis mit interessanten Konsolen am Gesims. Am Fuße fällt der besondere Turm auf, ein unfertiger Bergfried mit großen Steinstöcken, auf denen der Glockenturm steht. Im Süden befindet sich ein geschlossenes Atrium mit einem einfachen Portal, das aus zwei Archivolten besteht und mit Rosettenfenstern verziert ist. Im Inneren befinden sich Spitzbögen, die einen Übergang zur Gotik kennzeichnen.